# Douglas (Isle of Man)

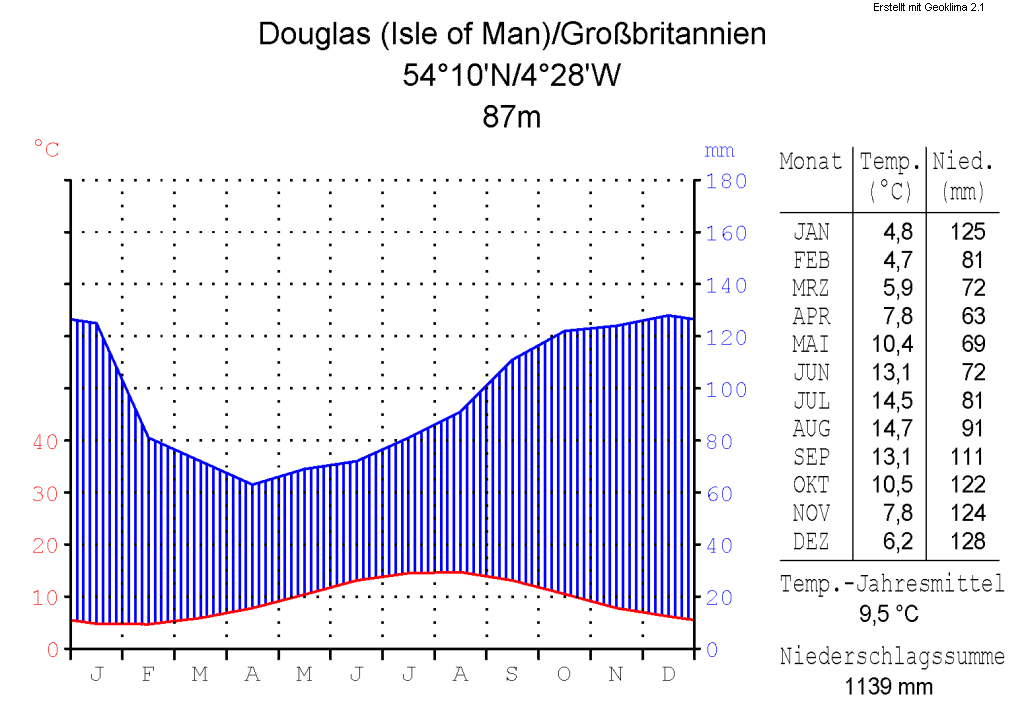
Klimadiagramm von Douglas

Douglas [dʊːɡlas] (Manx: Doolish [ˈd̪uːlɪʃ]) ist die Hauptstadt der Isle of Man in der Irischen See. Sie liegt an der Mündung des Flusses Douglas und hat 27.938 Einwohner (Stand 2011), was einem Drittel der Bevölkerung der Isle of Man entspricht.
Im Jahr 2022 wurde Douglas anlässlich des 70-jährigen Thronjubiläums von Elisabeth II. der besondere City Status verliehen.

## Geschichte
Die an der Ostküste der Insel liegende Stadt war bis 18. Jahrhundert ein kleines Fischerdorf. Durch Schmuggel blühte sie etwas auf. Nachdem die Herzöge von Atholl, die früher im Besitz der ganzen Insel waren, ihre Souveränitätsrechte an die britische Krone veräußert hatten, fungierten sie als Gouverneure von Man und erbauten 1804 das ehemalige Schloss Mona als ihre Residenz. 
Seit 1869 ist Douglas Hauptstadt der Insel sowie deren wichtigster Hafen.
Zur Erschließung des Erholungs- und Vergnügungsgebietes auf der Halbinsel Douglas Head wollte man in den 1890er Jahren eine Hängebrücke errichten. Auf der Seite zum Hauptort Douglas begann man 1890 mit dem Bau des Douglas Tower. Aus finanziellen Gründen wurde das Projekt drei Jahre später eingestellt.
Während des Ersten und Zweiten Weltkriegs beherbergten Douglas und andere Teile der Isle of Man Internierungslager für „feindliche Ausländer“ (“Enemy Aliens”). Im Zweiten Weltkrieg waren dies insgesamt zehn Lager zumeist in Douglas, darunter Hutchinson, Metropole, Central, Palace, Granville und Sefton Camp.

## Wirtschaft und Infrastruktur
Die Stadt dehnte sich um den natürlichen Hafen herum aus, der mittlerweile massiv ausgebaut wurde. Von Douglas aus bestehen Fährverbindungen nach Heysham, Liverpool, Belfast, Dublin und Birkenhead. Jedoch ist und bleibt die wichtigste Einnahmequelle der Stadt der Tourismus. Hinzu kommen Arbeitsplätze in der öffentlichen Verwaltung sowie im Bankenwesen.
Entlang der Hafenpromenade verläuft die Strecke der Douglas Bay Horse Tramway, einer der letzten weltweit noch betriebenen Pferdestraßenbahnen. Am Nordende der Promenade hat sie Anschluss an die Manx Electric Railway, die als Überlandstraßenbahn von Douglas bis nach Ramsey im Norden der Insel verläuft. Am Westrand der Innenstadt beginnt die dampfbetriebene Isle of Man Railway nach Port Erin am Südende der Insel. Von 1896 bis 1929 erschloss die Kabelstraßenbahn Douglas die höhergelegenen Teile der Stadt nördlich der Innenstadt. Douglas ist außerdem Knotenpunkt im Liniennetz von Bus Vannin, dem Busunternehmen der Inselregierung.

## Etymologie
Der Name der Stadt leitet sich von den Flüssen Dhoo und Glass River ab, die in Douglas ins Meer münden.

## Politik und Verwaltung
In Douglas befindet sich der Tynwald, das Parlament der Isle of Man. Er wird als das älteste durchgehend tagende Parlament der Welt angesehen.

## Megalithanlage
Die Cloven Stones (gespaltene Steine) sind eine Megalithanlage, die eine gewisse Ähnlichkeit mit schottischen Clyde tombs aufweist. Sie befinden sich in Baldrine bei Douglas.

## Söhne und Töchter der Stadt
- Peter Heywood (1772–1831), Seeoffizier
- Edward Forbes (1815–1854), Naturforscher, Mitbegründer der Tiefseeforschung
- Charles Duncan Cameron (1825–1870), Offizier und Konsul in Abessinien
- Patrick William Stuart-Menteath (1845–1925), Geologe, bekannt als Pyrenäen-Geologe
- William Russell (1852–1940), schottischer Pathologe
- Chris Killip (1946–2020), Fotograf
- Die Brüder und Mitglieder der Bee Gees:
  - Barry Gibb (* 1946)
  - Maurice Gibb (1949–2003)
  - Robin Gibb (1949–2012)
- Gérard MacQuillan (* 1949), Unternehmer und Autorennfahrer
- Richard Corkill (* 1951), Politiker
- Michael Bott (* 1954), Schauspieler und Dokumentarfilmer
- Dave Molyneux (* 1963), Motorradrennfahrer und -konstrukteur
- Howard Quayle (* 1967), Politiker
- Mark Cavendish (* 1985), Radrennfahrer
- Zoe Gillings-Brier (* 1985), Snowboarderin
- Peter Kennaugh (* 1989), Bahn- und Straßenradrennfahrer
- Jamie Blackley (* 1991), Schauspieler und Synchronsprecher
- Elizabeth Holden (* 1997), Radrennfahrerin
- Kieran Tierney (* 1997), schottischer Fußballspieler
- Max Walker (* 2001), Radrennfahrer
- Joe Locke (* 2003), Schauspieler

Lage von Douglas auf der Isle of Man
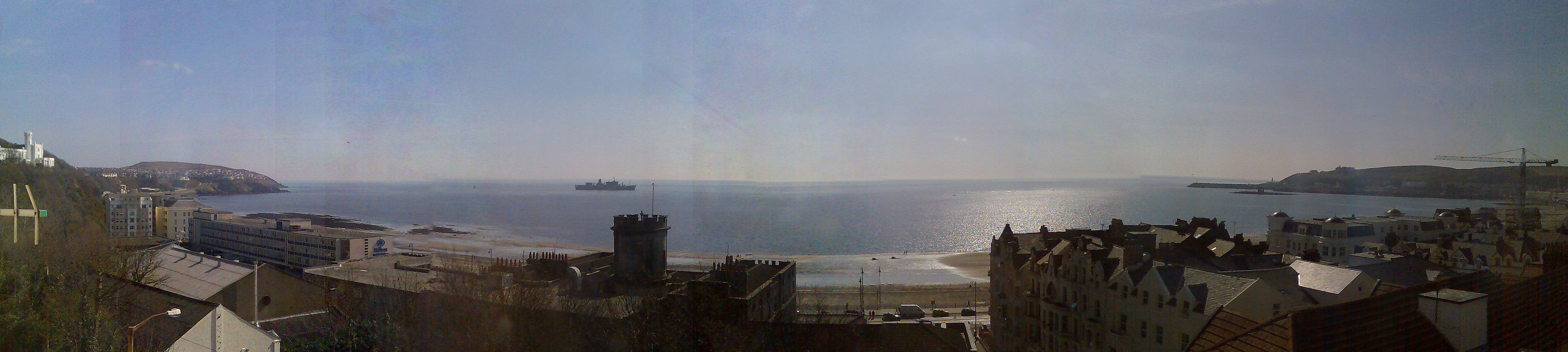
Bucht von Douglas
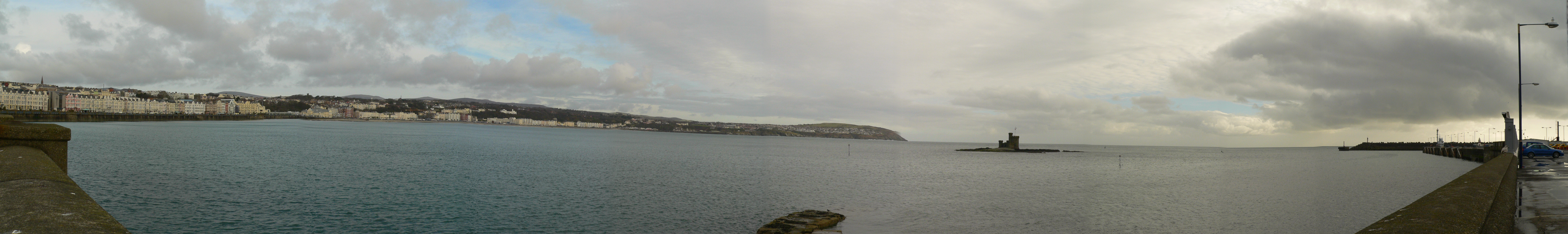
Bucht von Douglas
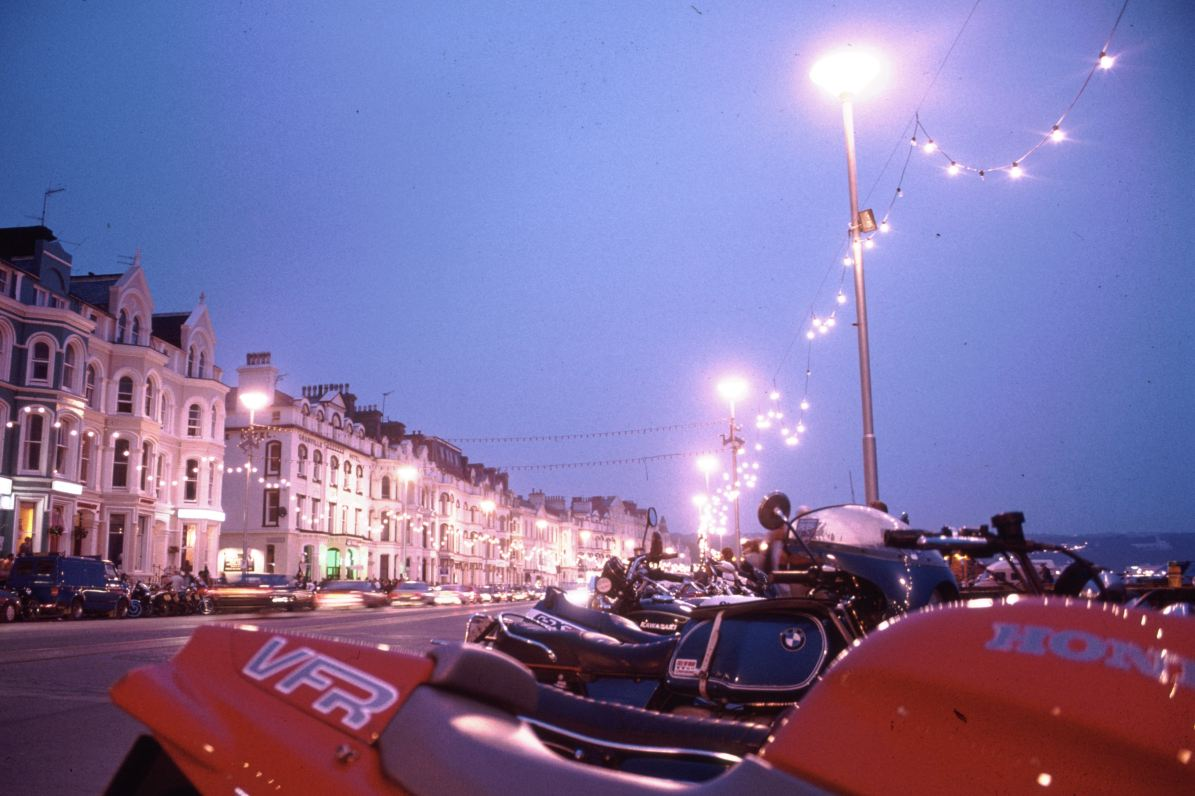
Douglas während der Tourist Trophy
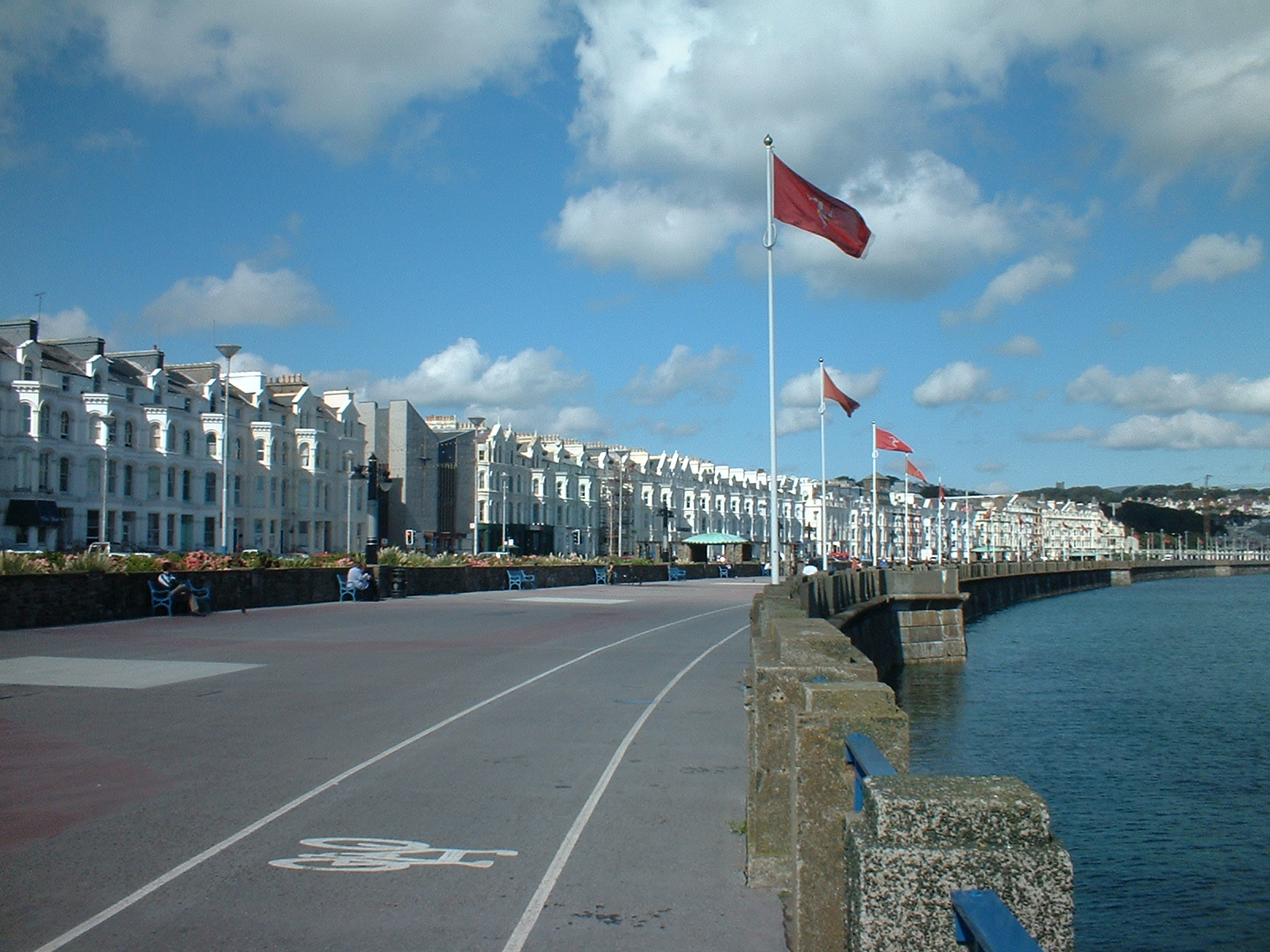
Uferpromenade von Douglas